# Chorthippini
A Chorthippini az egyenesszárnyúak (Orthoptera) rendjébe sorolt sáskafélék (Acrididae) Gomphocerinae alcsaládjának egyik népes nemzetsége négy nemmel és több száz fajjal.

## Magyarországon honos fajok
- Chorthippus és Glyptobothrus nem (elválasztásuk bizonytalan):
  - lápréti sáska (Chorthippus montanus)
  - hangos hegyisáska (zöld hegyisáska, Chorthippus scalaris)
  - csinos rétisáska (Chorthippus albomarginatus)
  - hátas rétisáska (Chorthippus dorsatus)
  - Oschei-rétisáska (Chorthippus oschei))
  - közönséges rétisáska (Chorthippus parallelus)
  - zengő tarlósáska (Chorthippus biguttulus, Glyptobothrus biguttulus)
  - közönséges tarlósáska (Chorthippus brunneus, Glyptobothrus brunneus)
  - halk tarlósáska (Chorthippus mollis, Glyptobothrus mollis)
  - Chorthippus apricarius (Glyptobothrus apricarius)
  - Chorthippus dichrous
- Euchorthippus nem:
  - karcsú rétisáska (Euchorthippus declivus)
  - Euchorthippus pulvinatus